# Jean Martin Dohet
Jean Martin Dohet (Warisoulx, 15 januari 1815 - Namen, 10 maart 1880) was een Belgisch volksvertegenwoordiger.

## Levensloop
Hij was de zoon van Henri Dohet en Jeanne Lemineur. Hij was getrouwd met Marie Anciaux en ze waren de ouders van volksvertegenwoordiger Ferdinand Dohet.
Dohet promoveerde tot doctor in de rechten (1835) aan de Universiteit Luik. Hij vestigde zich als advocaat aan de balie van Namen, tot aan zijn dood. Hij werd het stafhouder in het jaar dat hij stierf.
Van 1855 tot 1878 was hij gemeenteraadslid van Namen en van 1872 tot 1878 was hij schepen.
In 1876 werd hij verkozen tot katholiek volksvertegenwoordiger voor het arrondissement Namen en bleef dit mandaat vervullen tot aan zijn dood.